# Dyskografia Dream Theater
Dyskografia Dream Theater amerykańskiego zespołu progresywno-metalowego składa się z czternastu albumów studyjnych, dwóch minialbumów, siedmiu albumów koncertowych, jednej kompilacji, ośmiu albumów wideo, dwudziestu sześciu singli oraz piętnastu teledysków.
Zespół założony został pod nazwą Majesty przez gitarzystę Johna Petrucciego, basistę Johna Myunga oraz perkusistę Mike’a Portnoya we wrześniu 1985 roku, kiedy uczęszczali oni do Berklee College of Music. Następnie trio powiększyło się o klawiszowca Kevina Moore’a oraz wokalistę Chrisa Collinsa. Po wydaniu albumu demo zatytułowanego Majesty Demos, Collins został zastąpiony przez Charliego Dominiciego w listopadzie 1987.
W 1989 roku grupa podpisała kontrakt z Mechanic Records i wydała swój debiutancki album When Dream And Day Unite, przed wydaniem którego zmieniła nazwę zespołu na „Dream Theater”. W 1991 roku po zwolnieniu Dominiciego jego miejsce zajął James LaBrie, który zadebiutował na drugim albumie studyjnym Images and Words, który po sprzedaniu się w ilości ponad 500 000 egzemplarzy otrzymał certyfikat złotej płyty nadany przez RIAA. Kevin Moore opuścił grupę po nagraniu w 1994 roku albumu Awake i został zastąpiony przez Dereka Sheriniana, który będąc na początku jedynie zastępstwem na nadchodzącą trasę koncertową, przyjęty został w 1995 roku do zespołu na stałe, nagrywając z zespołem minialbum A Change of Seasons oraz trzeci album studyjny Falling into Infinity. W 1998 roku wydany został podwójny album koncertowy Once in a Livetime.
W 1999 roku funkcję klawiszowca w zespole objął Jordan Rudess, nagrywając z zespołem Scenes from a Memory – album koncepcyjny opowiadający o tajemnicy mordestwa, który również otrzymał złotą płytę. Kolejnym wydawnictwem zespołu był album Six Degrees of Inner Turbulence wydany w 2002 roku, następnie Train of Thought w 2003 i Octavarium w 2005 roku. W tym okresie zespół wydał kolejne dwa albumy koncertowe: Live Scenes from New York oraz Live at Budokan. W 2006 roku z okazji 20-lecia założenia grupy wydany został album Score, nagrany w Nowym Jorku z towarzyszeniem orkiestry. Rok później swoją premierę miał dziewiąty album studyjny Systematic Chaos, pierwszy album wydany przez wytwórnię Roadrunner. Dziesiąty album Dream Theater Black Clouds & Silver Linings ujrzał światło dzienne 23 czerwca 2009 roku.
We wrześniu 2010 perkusista Mike Portnoy ogłosił odejście z zespołu. Jego zastępcą został Mike Mangini, który wyłoniony został spośród kilku innych perkusistów, których poszukiwanie przedstawione zostało na filmie dokumentalnym „The Spirit Carries On”. 13 września 2011 roku zespół wydał kolejny album studyjny, A Dramatic Turn of Events, w ramach promocji którego wydał również teledysk do pierwszego utworu z płyty - „On The Back of Angels”, który to singel otrzymał nominację do nagrody Grammy. Dream Theater sprzedał ponad dwa miliony płyt oraz DVD w USA oraz ponad dwanaście milionów płyt i DVD na całym świecie.

## Albumy

### Albumy studyjne
| 1989                           | When Dream and Day Unite - Wydany: 6 marca 1989 - Wytwórnia: Mechanic, MCA - Format: CD, kaseta, LP                 | –  | – | –  | –  | 98 | –  | –  | –  | –  | –  | –   | - USA: 37 092+  |                |
| 1992                           | Images and Words - Wydany: 7 lipca 1992 - Wytwórnia: Atco - Format: CD, kaseta, LP                                  | 61 | – | –  | 94 | 30 | –  | –  | –  | –  | –  | –   | - USA: 564 982+ | - USA: Złoto   |
| 1994                           | Awake - Wydany: 4 października 1994 - Wytwórnia: East West - Format: CD, kaseta, LP                                 | 32 | – | –  | 15 | 7  | 33 | –  | –  | 5  | 12 | 65  | - USA: 271 570+ | - JAP: Platyna |
| 1997                           | Falling into Infinity - Wydany: 23 września 1997 - Wytwórnia: East West - Format: CD, kaseta, LP                    | 52 | 5 | 42 | 9  | 16 | 16 | 20 | –  | 14 | 43 | 163 | - USA: 141 946+ |                |
| 1999                           | Metropolis Pt. 2: Scenes from a Memory - Wydany: 26 października 1999 - Wytwórnia: Elektra - Format: CD, kaseta, LP | 73 | 6 | 40 | 8  | 19 | 28 | 28 | –  | 44 | 44 | 131 | - USA: 123 275+ |                |
| 2002                           | Six Degrees of Inner Turbulence - Wydany: 29 stycznia 2002 - Wytwórnia: Elektra - Format: CD, kaseta, LP            | 46 | 2 | 17 | 12 | 15 | 14 | 16 | –  | 12 | 52 | –   | - USA: 32 773+  |                |
| 2003                           | Train of Thought - Wydany: 11 listopada 2003 - Wytwórnia: Elektra - Format: CD, kaseta, LP                          | 53 | 9 | 24 | 16 | 12 | 21 | 9  | 44 | 9  | 44 | 146 | - USA: 67 964+  |                |
| 2005                           | Octavarium - Wydany: 7 czerwca 2005 - Wytwórnia: Atlantic - Format: CD, kaseta, LP                                  | 36 | 2 | 18 | 15 | 10 | 9  | 9  | 8  | 4  | 25 | 72  | - USA: 27 000+  |                |
| 2007                           | Systematic Chaos - Wydany: 5 czerwca 2007 - Wytwórnia: Roadrunner - Format: CD, DVD, LP                             | 19 | 3 | 17 | 7  | 12 | 2  | 3  | 10 | 5  | 14 | 25  | - USA: 36 000+  |                |
| 2009                           | Black Clouds & Silver Linings - Wydany: 23 czerwca 2009 - Wytwórnia: Roadrunner - Format: CD, DVD, LP               | 6  | 1 | 9  | 3  | 8  | 3  | 7  | 4  | 3  | 9  | 23  | - USA: 40 000+  |                |
| 2011                           | A Dramatic Turn of Events - Wydany: 13 września 2011 - Wytwórnia: Roadrunner - Format: CD, DVD, LP                  | 8  | 1 | 16 | 3  | 8  | 2  | 5  | 7  | 3  | 6  | 17  | - USA: 36 000+  |                |
| 2013                           | Dream Theater - Wydany: 24 września 2013 - Wytwórnia: Roadrunner - Format: CD, DVD, LP                              | 7  | 2 | 18 | 4  | 10 | 4  | 4  | 4  | 5  | 5  | 15  | - USA: 34 000+  |                |
| 2016                           | The Astonishing - Wydany: 29 stycznia 2016 - Wytwórnia: Roadrunner - Format: CD, LP                                 | 11 | 2 | 13 | 5  | 10 | 4  | 2  | 11 | 3  | 5  | 11  |                 |                |
| 2019                           | Distance over Time - Wydany: 22 lutego 2019 - Wytwórnia: Inside Out Music - Format: CD, LP                          | 24 | 4 | 16 | 1  | 10 | 3  | 3  | 10 | 4  | 1  | 12  |                 |                |
| 2021                           | A View from the Top of the World - Wydany: 22 października 2021 - Wytwórnia: Inside Out Music - Format: CD, LP      | 52 | 1 | 30 | 2  | 8  | 3  | 13 | 1  | 21 | 3  | 21  |                 |                |
| 2025                           | Parasomnia - Wydany: 7 lutego 2025 - Wytwórnia: Inside Out Music - Format: CD, LP                                   |    |   |    |    |    |    |    |    |    |    |     |                 |                |
| „–” pozycja nie była notowana. | |    |   |    |    |    |    |    |    |    |    |     |                 |                |

### Albumy koncertowe
| 1993                           | Live at the Marquee - Wydany: 3 września 1993 - Wytwórnia: Warner Music - Format: CD, kaseta, LP | –   | –  | –   | 36 | 57 | 36 | 57 | –  | –  | –  |                |
| 1998                           | Once in a Livetime - Wydany: 27 października 1998 - Wytwórnia: Elektra - Format: CD, kaseta      | 157 | –  | –   | 59 | –  | 49 | 58 | –  | –  | –  | - USA: 64 454+ |
| 2001                           | Live Scenes from New York - Wydany: 11 września 2001 - Wytwórnia: Elektra - Format: CD, kaseta   | 120 | –  | 117 | 71 | –  | 60 | –  | –  | –  | –  | - USA: 28 555+ |
| 2004                           | Live at Budokan - Wydany: 5 października 2004 - Wytwórnia: Atlantic - Format: CD, kaseta         | –   | –  | –   | 91 | –  | 63 | 91 | –  | –  | –  |                |
| 2006                           | Score - Wydany: 29 sierpnia 2006 - Wytwórnia: Rhino - Format: CD                                 | –   | 36 | –   | 40 | 14 | 50 | 34 | 18 | 81 | 94 |                |
| 2008                           | Chaos in Motion 2007–2008 - Wydany: 30 września 2008 - Wytwórnia: Roadrunner - Format: CD        | –   | 22 | –   | –  | –  | –  | –  | 41 | –  | –  |                |
| 2013                           | Live at Luna Park - Wydany: 5 listopada 2013 - Wytwórnia: Roadrunner - Format: CD                | –   | –  | –   | –  | –  | –  | 52 | –  | –  | –  |                |
| „–” pozycja nie była notowana. |                                                                                                  |     |    |     |    |    |    |    |    |    |    |                |

### Kompilacje
| Rok  | Dane dot. albumu                                                                                           | Najwyższe pozycje na listach | Najwyższe pozycje na listach | Najwyższe pozycje na listach | Najwyższe pozycje na listach | Najwyższe pozycje na listach | Najwyższe pozycje na listach | Najwyższe pozycje na listach | Najwyższe pozycje na listach |
| Rok  | Dane dot. albumu                                                                                           | USA                          | GER                          | JPN                          | NLD                          | NOR                          | SWE                          | SWI                          | GBR                          |
| ---- | --- | ---------------------------- | ---------------------------- | ---------------------------- | ---------------------------- | ---------------------------- | ---------------------------- | ---------------------------- | ---------------------------- |
| 2008 | Greatest Hit (...and 21 Other Pretty Cool Songs) - Wydany: 1 kwietnia 2008 - Wytwórnia: Rhino - Format: CD | 122                          | 77                           | 28                           | 52                           | 12                           | 46                           | 62                           | 113                          |

### EP
| 1995                           | A Change of Seasons - Wydany: 19 września 1995 - Wytwórnia: East West, Elektra, WEA - Format: CD, kaseta | 58 | 17 | 44 | 50 | 16 | 39 | 13 | 88 | - USA: 157 855+ |
| 2009                           | Wither - Wydany: 15 września 2009 - Wytwórnia: Roadrunner - Format: Download, promo                      | –  | –  | –  | –  | –  | –  | –  | –  |                 |
| „–” pozycja nie była notowana. | |    |    |    |    |    |    |    |    |                 |

## Single
| Rok                            | Utwór                             | Najwyższe pozycje na listach | Najwyższe pozycje na listach | Najwyższe pozycje na listach | Najwyższe pozycje na listach | Album                         |
| Rok                            | Utwór                             | USA                          | USA Main.                    | JPN                          | GBR                          | Album                         |
| ------------------------------ | --------------------------------- | ---------------------------- | ---------------------------- | ---------------------------- | ---------------------------- | ----------------------------- |
| 1989                           | „Status Seeker”                   | –                            | –                            | –                            | –                            | When Dream and Day Unite      |
| 1989                           | „Afterlife”                       | –                            | –                            | –                            | –                            | When Dream and Day Unite      |
| 1992                           | „Pull Me Under”                   | –                            | 10                           | –                            | –                            | Images and Words              |
| 1992                           | „Another Day”                     | –                            | 22                           | –                            | –                            | Images and Words              |
| 1993                           | „Take the Time”                   | –                            | 29                           | –                            | –                            | Images and Words              |
| 1994                           | „The Silent Man”                  | –                            | –                            | –                            | –                            | Awake                         |
| 1994                           | „Caught in a Web”                 | –                            | –                            | –                            | –                            | Awake                         |
| 1994                           | „Lie”                             | –                            | 38                           | –                            | 175                          | Awake                         |
| 1997                           | „Burning My Soul”                 | –                            | 33                           | –                            | –                            | Falling into Infinity         |
| 1997                           | „Hollow Years”                    | –                            | –                            | –                            | –                            | Falling into Infinity         |
| 1997                           | „You Not Me”                      | –                            | 40                           | –                            | –                            | Falling into Infinity         |
| 1999                           | „Home”                            | –                            | –                            | –                            | –                            | Scenes from a Memory          |
| 2000                           | „Through Her Eyes”                | –                            | –                            | 72                           | –                            | Scenes from a Memory          |
| 2003                           | „As I Am”                         | –                            | –                            | –                            | –                            | Train of Thought              |
| 2007                           | „Constant Motion”                 | –                            | –                            | –                            | –                            | Systematic Chaos              |
| 2008                           | „Forsaken”                        | –                            | –                            | –                            | –                            | Systematic Chaos              |
| 2009                           | „A Rite of Passage”               | –                            | –                            | –                            | –                            | Black Clouds & Silver Linings |
| 2009                           | „Wither”                          | 4                            | –                            | –                            | –                            | Black Clouds & Silver Linings |
| 2011                           | „On the Backs of Angels”          | –                            | –                            | –                            | –                            | A Dramatic Turn of Events     |
| 2012                           | „Build Me Up, Break Me Down”      | –                            | –                            | –                            | –                            | A Dramatic Turn of Events     |
| 2013                           | „The Enemy Inside”                | –                            | –                            | –                            | –                            | Dream Theater                 |
| 2013                           | „Along for the Ride”              | –                            | –                            | –                            | –                            | Dream Theater                 |
| 2014                           | „The Looking Glass”               | –                            | –                            | –                            | –                            | Dream Theater                 |
| 2016                           | „Our New World” (feat. Lzzy Hale) | –                            | –                            | –                            | –                            | –                             |
| 2018                           | „Untethered Angel”                | –                            | –                            | –                            | –                            | Distance over Time            |
| 2019                           | „Fall Into The Light”             | –                            | –                            | –                            | –                            | Distance over Time            |
| „–” pozycja nie była notowana. |                                   |                              |                              |                              |                              |                               |

## DVD
| Rok                                                     | Dane dot. wydawnictwa                                                                                            | Najwyższe pozycje na listach | Najwyższe pozycje na listach | Najwyższe pozycje na listach | Najwyższe pozycje na listach | Najwyższe pozycje na listach | Najwyższe pozycje na listach | Najwyższe pozycje na listach | Najwyższe pozycje na listach | Certyfikat   |
| Rok                                                     | Dane dot. wydawnictwa                                                                                            | USA                          | AUT                          | FIN                          | GER                          | ITA                          | NLD                          | JPN                          | SWE                          | Certyfikat   |
| ------------------------------------------------------- | --- | ---------------------------- | ---------------------------- | ---------------------------- | ---------------------------- | ---------------------------- | ---------------------------- | ---------------------------- | ---------------------------- | ------------ |
| 1993                                                    | Images and Words: Live in Tokyo - Wydany: 16 listopada 1993 - Wytwórnia: Atlantic, East West - Format: VHS       | 13                           | –                            | –                            | –                            | –                            | –                            | –                            | –                            |              |
| 1998                                                    | 5 Years in a Livetime - Wydany: 27 października 1998 - Wytwórnia: East West - Format: VHS                        | –                            | –                            | –                            | –                            | –                            | –                            | –                            | –                            |              |
| 2001                                                    | Metropolis 2000: Scenes from New York - Wydany: 20 marca 2001 - Wytwórnia: Elektra - Format: DVD, VHS            | 5                            | –                            | 2                            | –                            | –                            | –                            | 22                           | 5                            | USA: Złoto   |
| 2004                                                    | Images and Words: Live in Tokyo/5 Years in a Livetime - Wydany: 29 czerwca 2004 - Wytwórnia: Rhino - Format: DVD | 9                            | –                            | –                            | –                            | –                            | –                            | 63                           | 3                            | USA: Platyna |
| 2004                                                    | Live at Budokan - Wydany: 5 października 2004 - Wytwórnia: Atlantic - Format: DVD, Blu-ray                       | 4                            | –                            | 3                            | 91                           | –                            | –                            | 24                           | 3                            | USA: Platyna |
| 2006                                                    | Score - Wydany: 29 sierpnia 2006 - Wytwórnia: Rhino - Format: DVD                                                | 1                            | 3                            | 1                            | 40                           | 2                            | –                            | 28                           | 1                            | USA: Platyna |
| 2008                                                    | Chaos in Motion 2007–2008 - Wydany: 30 września 2008 - Wytwórnia: Roadrunner - Format: DVD, CD                   | 2                            | –                            | –                            | 37                           | 1                            | 3                            | 38                           | –                            | POL: Złoto   |
| 2013                                                    | Live at Luna Park - Wydany: 5 listopada 2013 - Wytwórnia: Roadrunner - Format: DVD, CD, Blu-ray                  | 1                            | –                            | 1                            | 17                           | 5                            | 11                           | 74                           | 1                            |              |
| 2014                                                    | Breaking the Fourth Wall - Wydany: 30 września 2014 - Wytwórnia: Roadrunner - Format: DVD, CD, Blu-ray           | –                            | –                            | 1                            | 28                           | 2                            | 2                            | 94                           | 1                            |              |
| „−” oznacza, że album nie był notowany na danej liście. | |                              |                              |                              |                              |                              |                              |                              |                              |              |

## Teledyski
| Rok  | Tytuł                        | Reżyser          |
| ---- | ---------------------------- | ---------------- |
| 1992 | „Pull Me Under”              | David Roth       |
| 1992 | „Another Day”                | Chris Painter    |
| 1993 | „Take the Time”              | Chris Painter    |
| 1994 | „Lie”                        | Ralph Ziman      |
| 1994 | „The Silent Man”             | Pamela Birkhead  |
| 1997 | „Hollow Years”               | Axel Baur        |
| 2007 | „Constant Motion”            | Andrew Bennett   |
| 2008 | „Forsaken”                   | Yasufumi Soejima |
| 2009 | „A Rite of Passage”          | Ramon Boutviseth |
| 2009 | „Wither”                     | Ramon Boutviseth |
| 2011 | „On the Backs of Angels”     | Ramon Boutviseth |
| 2012 | „Build Me Up, Break Me Down” |                  |
| 2013 | „The Enemy Inside”           | Bill Fishman     |
| 2014 | „The Looking Glass”          | Ramon Boutviseth |
| 2018 | „Untethered Angel”           |                  |

## Oficjalne bootlegi
| Rok  | Tytuł                                    |
| ---- | ---------------------------------------- |
| 2003 | The Majesty Demos 1985–1986              |
| 2003 | Los Angeles, California 5/18/98          |
| 2003 | The Making of Scenes from a Memory       |
| 2004 | When Dream and Day Unite Demos 1987–1989 |
| 2004 | Tokyo, Japan 10/28/95                    |
| 2004 | Master of Puppets                        |
| 2005 | Images and Words Demos 1989–1991         |
| 2005 | The Number of the Beast                  |
| 2005 | When Dream and Day Reunite               |
| 2006 | Awake Demos 1994                         |
| 2006 | Old Bridge, New Jersey 12/14/96          |
| 2006 | Dark Side of the Moon                    |
| 2007 | New York City 3/4/93                     |
| 2007 | Falling into Infinity Demos 1996–1997    |
| 2007 | Made in Japan                            |
| 2009 | The Making of Falling into Infinity      |
| 2009 | Train of Thought Instrumental Demos 2003 |
| 2009 | Uncovered 2003–2005                      |